# Helmut Schütt
Helmut Schütt (* 14. September 1950) ist ein ehemaliger deutscher Fußballspieler. Für Alemannia Aachen bestritt er über 200 Pflichtspiele, einen großen Teil davon in der 2. Bundesliga.

## Sportlicher Werdegang
Als Sohn des langjährigen Alemannia-Oberliga-Spielers und späteren Geschäftsführers Bert Schütt kam Helmut Schütt früh zur Alemannia. Ab 1971 lief er für die Wettkampfmannschaft des westdeutschen Klubs auf und verpasste in der Regionalliga West mit der Mannschaft die Rückkehr in die Bundesliga. Im Endklassement der Spielzeit 1973/74 reichte ein siebter Tabellenplatz zur Qualifikation zur 2. Bundesliga. Dort kämpfte Schütt mit der Mannschaft zunächst gegen den Klassenerhalt, verhalf aber als Stammspieler insbesondere in den Spielzeiten 1977/78 und 1978/79 dem Klub bei der Etablierung als ständiger Vertreter in der zweithöchsten Spielklasse. Anschließend rückte er jedoch ins zweite Glied und verabschiedete sich am Ende der folgenden Spielzeit aus der ersten Mannschaft, für die er von Trainer Erhard Ahmann in der Spielzeit 1983/84 nochmals zeitweise reaktiviert wurde und im Saisonverlauf erneut zu zwei Zweitligaspielen kam.
Mit über 250 Meisterschaftsspielen für Alemannia Aachen gehört Schütt zu den Top 20 des Klubs, in der 2. Bundesliga bestritt er 174 Spiele und erzielte dabei zwölf Tore. Anlässlich des 1000. Zweitligaspiels des Vereins im November 2011 wurde er als Teil der Mannschaft eingeladen, die das erste Zweitligaspiel 1974 bestritten hatte.